# موز دموي
موز دموي (الاسم العلمي:Musa sanguinea) هو نوع من النباتات يتبع جنس الموز من فصيلة الموزية.